# Alison Tetrick
Alison Starnes, née Tetrick le 4 avril 1985 à Solvang, est une ancienne coureuse cycliste américaine.

## Biographie
Elle nait dans une famille sportive. Son grand-père, Paul Tetrick, était champion cycliste. Tandis que son père a joué au football américain en ligue UCLA puis pratiqué le VTT. Elle grandit dans un ranch à Redding,.
Alison pratique le tennis dans sa jeunesse. Elle fait partie de la sélection All-America. Ellet y joue quand elle fréquente l'Abilene Christian University où elle étudie la biochimie. Elle commence le triathlon après avoir complété ses études. Elle se consacre au cyclisme à partir de 2008 et est immédiatement encadrée par la fédération américaine. En 2010, elle chute et souffre à la fois d'un traumatisme crânien et d'une hanche cassée. Elle poursuit plus tard ses études en psychologie clinique.
Elle est spécialiste du contre-la-montre. Elle termine trois fois de suite deuxième du Chrono des Nations. Elle remporte également diverses courses en Amérique du Nord.
En 2015, elle gagne le troisième étape du BeNe Ladies Tour légèrement détachée.
En 2016, au Women's Tour, sur la première étape, elle attaque seule à une vingtaine de kilomètres de la ligne et compte une avance allant jusqu'à deux minutes. Elle est cependant reprise dans les derniers mètres de l'étape par le peloton et se classe huitième.

## Palmarès sur route

### Palmarès par années
- 2012
  - 2e du Chrono des Nations
- 2013
  - Valley of the Sun Stage Race :
    - Classement général
    - 1re (contre-la-montre) et 3e étapes

  - 3e étape de la Sea Otter Classic
  - 2e de la Mount Hood Classic
  - 2e du Chrono des Nations
- 2014
  - 2e du Chrono des Nations
  - 3e de la Nevada City Classic
  -  Médaillée de bronze du championnat du monde du contre-la-montre par équipes
- 2015
  - 6e étape du Tour de San Luis
  - 2e étape de la Chico Stage Race
  - 3e étape du BeNe Ladies Tour
  - Tour de Nez
- 2016
  - 3e de la Chico Stage Race

### Classements mondiaux
| Année                                 | 2009 | 2010 | 2011 | 2012 | 2013 | 2014 | 2015 | 2016 |
| ------------------------------------- | ---- | ---- | ---- | ---- | ---- | ---- | ---- | ---- |
| Classement UCI                        | 322e | 144e | nc   | 99e  | 101e | 74e  | 131e | 304e |
| UCI World Tour                        |      |      |      |      |      |      |      | 143e |
|                                       |      |      |      |      |      |      |      |      |
| Légende : nc = non classéSource : UCI |      |      |      |      |      |      |      |      |